# Dikica
Dikica (mali čičak, lat. Xanthium), manji rod jednogodišnjeg raslinja iz porodice glavočika, dio je podtribusa Ambrosiinae, kojega čine svega nekoliko priznatih vrsta iz Sjeverne i Južne Amerike, te Hrvatske.

## Opis
Dikica je krupna zeljasta jednogodišnja biljka koja naraste do 50 do 120 cm (20 do 47 inča) u visinu. Listovi su raspoređeni u spiralu i imaju duboko nazubljene rubove. Neke su vrste, osobito Xanthium spinosum, vrlo bodljikave, s izduženim bodljama pri dnu lišća. Postoje dvije vrste cvjetnih glavica. One proizvode samo pelud na kratkim završnim granama. Drugi proizvodi sjeme u grozdovima u pazušcima listova. Za razliku od mnogih drugih članova obitelji Asteraceae, čije sjemenke lebde u zraku sa svilenkastim, dlakavim perjanicama nalik minijaturnim padobranima, sjemenke dikice se proizvode u tvrdim, bodljikavim kuglicama ili sferama. Ovalna dvokomorna poluga s jednim sjemenom, duga 8–20 mm (0,32–0,79 inča). Prekriveni su tvrdim bodljama u obliku kuke koje se lijepe za krzno i odjeću, zbog čega ih je vrlo teško ukloniti. One se prenose na velike udaljenosti od matične biljke tijekom raspršivanja sjemena uz pomoć životinja.

## Biologija
Dikica je biljka kratkog dana, što znači da počinje cvjetati tek kada dani postanu kraći u kasno ljeto i jesen, obično od srpnja do listopada na sjevernoj hemisferi. Cvjeta čak i u tropskim krajevima gdje je duljina dana konstantna.

## Pravni status
Dikica, “Cockleweed” je zakonski naveden kao štetan korov u američkim državama Arkansas i Iowa.

## Toksičnost i upotreba
Obična dikica (Xanthium strumarium) porijeklom je iz Sjeverne Amerike. Postala je invazivna vrsta u cijelom svijetu. Može zahvatiti poljoprivredno zemljište i biti otrovna za stoku kao što su konji, krave i ovce. Ako je prisutna druga hrana, neka će stoka izbjeći unos biljke, ali manje pronicljive životinje, poput svinja, progutat će biljku i nakon toga se razboljeti i uginuti. Sadnice i sjeme su najotrovniji dijelovi biljke. Simptomi se obično javljaju unutar nekoliko sati i mogu uključivati vrtoglavicu, slabost, depresiju, mučninu i povraćanje, ubrzan ili slab rad srca, poteškoće s disanjem i na kraju mogu dovesti do smrti. Ova se biljka također koristi za izradu žute boje, otuda i naziv roda (grčki xanthos = "žuti"). Mnoge vrste ove biljke, koje se nalaze u mnogim regijama, zapravo mogu biti varijante od dvije ili tri vrste. Ulje sjemena je jestivo. Xanthium strumarium poznat je kao “cang er zi” u tradicionalnoj kineskoj medicini. Dikica se također koristi za liječenje začepljenosti nosa i sinusa. Bodlje i sjemenke ovog ploda bogate su kemikalijom koja se zove karboksiatraktilozid (CAT), a prije se zvala ksantoturmalin. Ova kemikalija je ona koja uzrokuje većinu negativnih učinaka začepljenog nosa. Karboksiatraktilozid (CAT) je inhibitor rasta ksantija i drugih biljaka i pokazalo se da ima dvije funkcije: odgađa klijanje sjemena i inhibira rast drugih biljaka.

## Vrste
1. Xanthium ambrosioides Hook. & Arn.
2. Xanthium occidentale Bertol.
3. Xanthium orientale L.
4. Xanthium spinosum L.
5. Xanthium strumarium L.
6. Xanthium argenteum Widder = Xanthium spinosum subsp. catharticum (Kunth) D.Löve
7. Xanthium catharticum Kunth = Xanthium spinosum subsp. catharticum (Kunth) D.Löve
8. Xanthium inaequilaterum DC. = Xanthium strumarium L.
9. Xanthium natalense Widder = Xanthium strumarium L.
10. Xanthium pungens Wallr. Xanthium occidentale Bertol.